# Vlaamse Juristenvereniging
De Vlaamse Juristenvereniging (VJV) is de koepelorganisatie van de Nederlandstalige juristen in België. De vereniging wil enerzijds de link zijn tussen beroepsorganisaties en tussen juristen en anderzijds de communicatie verbeteren.

## Geschiedenis
Op 14 oktober 1885 werd in Gent de Bond der Vlaamse Rechtsgeleerden gesticht. Voortgestuwd en ondersteund door Vlaamsgezinde juristen, stelde zij zich tot doel het Nederlands als officiële taal in gerechtszaken te laten gelden, en te streven naar de 'vernederlandsing' van het gerecht in Vlaanderen. De Bond kende evenwel een matige start omwille van het verschil in (politieke) visie inzake wetsvoorstellen in strafzaken, wat uiteindelijk leidde tot een tweespalt binnen de organisatie.
Naarmate de Vlaamse Beweging aan kracht won, groeide ook de impact van de Bond der Vlaamse Rechtsgeleerden. De oprichting van het Rechtskundig Tijdschrift (1897) gaf de nodige stimulans aan de vereniging voor haar strijd, bijvoorbeeld met betrekking tot de erkenning van het Nederlands als wetenschappelijke taal voor juridisch onderzoek en de (politieke) strijd voor de taalwetgeving in gerechtszaken. Andere belangrijke strijdpunten werden ondersteund door de organisatie van tweejaarlijkse Vlaamse Rechtskundige Congressen, terwijl het Rechtskundig Tijdschrift fungeerde als spreekbuis voor de Bond. 
Na de Eerste Wereldoorlog bleef de Bond ijveren voor de vernederlandsing van het hoger onderwijs en de officiële vertaling van de wetboeken in het Nederlands, niettegenstaande het activisme tijdens de Eerste Wereldoorlog tot verdeeldheid onder het bestuur van de Bond had geleid.
De vraag of het beleid inzake taalwetgeving in gerechtszaken moest uitgaan van de tweetaligheid of van de eentaligheid van Vlaanderen, leidde tijdens het interbellum eens te meer tot een scheuring in de Bond der Vlaamse Rechtsgeleerden. Desondanks werd het taalgebruik in gerechtszaken het centrale thema van de Bond, met wiens steun de wet van 15 juni 1935 inzake het taalgebruik in gerechtszaken (Taalwet gerechtszaken) werd aangenomen. Als gevolg van deze wet werden voortaan ook de pleidooien in de streektaal gehouden. Het hervormde Rechtskundig Weekblad, gesticht door René Victor, steunde de Bond in zijn activiteiten.
Na de Tweede Wereldoorlog sluimerde de Bond en in 1964 werd hij omgevormd tot de Vlaamse Juristenvereniging.
In de daaropvolgende jaren ijverde de vereniging voor de kennis van het Nederlands bij de magistratuur en het notariaat. Tevens zette ze zich in voor de oprichting van een hof van beroep in Antwerpen. Dit leidde onder meer tot belangrijke wijzigingsbepalingen aan de wet op het gebruik der talen in rechtszaken door het Gerechtelijk Wetboek en tot de wet van 11 juni 1970 tot oprichting van het hof van beroep in Antwerpen. Met de wet van 4 mei 1984 werd de Nederlandse Raad van de Orde van Advocaten in Brussel in het leven geroepen. De vereniging knoopte opnieuw aan met de traditie van de Vlaamse Rechtskundige Congressen, met als doel de reflectie over actuele juridische thema's aan te moedigen.
Naar aanleiding van een bestuurswissel, herformuleerde de Vlaamse Juristenvereniging in 1983 haar doelstelling. De vereniging beoogde voortaan een overkoepelend orgaan van alle juridische krachten in Vlaanderen te zijn, te blijven ijveren voor de verzelfstandiging van de Vlaamse jurist en in het bijzonder de spreekbuis te zijn van de juridische beroepsgroep. In het raam van haar activiteiten pleegt de Vlaamse Juristenvereniging overleg met diverse juridische belangen- en beroepsgroepen. In het kader van haar platformfunctie onderhoudt de Vlaamse Juristenvereniging tevens contact met buitenlandse zusterorganisaties.
Op 14 oktober 1985 ontving koning Boudewijn het bestuur van de Juristenvereniging in audiëntie. Voorzitter Marcel Storme overhandigde hem het eerste exemplaar van het gedenkboek Honderd jaar Vlaams Rechtsleven. Op 18 oktober 1985 vond het colloquium plaats over “Vijftig jaar taalwetgeving in rechtszaken”. Er volgde een academische zitting in de aula van de Gentse Rijksuniversiteit.

## Voorzitter
- 1885-1899: n.v.t.
- 1899-1911: Juliaan Van der Linden
- 1911-1927: Louis Franck
- 1927-1930: Prosper Poullet
- 1930-1932: Hendrik De Hoon
- 1932-1035: Hector Lebon
- 1936-1964: Emile van Dievoet
- 1964-1983: René Victor
- 1983-1998: Marcel Storme
- 1998-2007: Jean Laenens
- 2007-2008: Rogier de Corte
- 2008-heden: Frank Judo (advocaat), ondervoorzitters Bertel De Groote (docent) en Elisabeth Alofs (onderzoeker) en secretaris-generaal Yolanda Vanden Bosch (advocaat en lesgever).

## Publicaties
- Steven Vansteenkiste & Marc Taeymans (ed.), Sociaal Beleid en Federalisme, 2de Staatsrechtconferentie Vlaamse Juristenvereniging 1998, Gent, Larcier, 1999, 211 p.
- A. Alen & L.J. Wintgens (ed.), De Trias Politica ruimer bekeken, 3e Staatsrechtconferentie Vlaamse Juristenvereniging 1999, Gent, Larcier, 2000, 121 p.
- Steven Vansteenkiste & Ludo Veny (ed.), Een toekomst voor de gemeente, 4e Staatsrechtconferentie Vlaamse Juristenvereniging 2000, Gent, Larcier, 2001, 249 p.
- Marc Taeymans (ed.), Defederalisering van justitie, 5e Staatsrechtconferentie Vlaamse Juristenvereniging 2002, Gent, Larcier, 2006, 142 p.
- Frank Judo (ed.), Van Vlaanderen tot Europa: Wie vraagt om een Grondwet?, 6e Staatsrechtconferentie Vlaamse Juristenvereniging 2003, Gent, Larcier, 2006, 149 p.
- Frank Judo (ed.), Behoorlijke regelgeving: Ons aller zorg, 7e Staatsrechtconferentie Vlaamse Juristenvereniging 2004, Gent, Larcier, 2006, 166 p.
- Frank Judo & Godfried Geudens (ed.), Internationale betrekkingen en federalisme, 8e Staatsrechtconferentie Vlaamse Juristenvereniging 2005, Gent, Larcier, 2006, 308 p.
- Frank Judo & Godfried Geudens (ed.), Burgerschap, inburgering, migratie, 9e Staatsrechtconferentie Vlaamse Juristenvereniging 2006, Gent, Larcier, 2007, 226 p.
- Frank Judo & Godfried Geudens (ed.), Confederalisme?, 10e Staatsrechtconferentie Vlaamse Juristenvereniging 2007, Larcier, 2008, 9782804430870, 78 p.